# جون باربيرو
جون باربيرو (بالإنجليزية: John Barbero)‏ هو صحفي رياضي أمريكي، ولد في 23 فبراير 1945، وتوفي في 26 يوليو 2010 في مقاطعة واشنطن في الولايات المتحدة.